# 卒業所要単位
卒業所要単位（そつぎょうしょようたんい）とは、大学をはじめとして、学校を卒業するの要件とされる単位のことである。
卒業所要単位について、法令においては、大学の4年制の課程で124単位以上、短期大学の2年制の課程で62単位以上、短期大学の3年制の課程で93単位以上と定められている。
卒業所要単位には、資格や免許等の修得に必要な単位は含まれないのが一般的だが、医療系の課程においては、資格や免許を取得することを学生に義務づけていることから、資格や免許等の取得に必要な単位が卒業所要単位に含まれることもある。
短期大学においては、実習科目である教育実習や保育実習などが、卒業所要単位として含まれている場合もある。
近年単位不認定は、司法審査の対象外であったが2023年、現在では、不認定は、訴訟の対象となりえるとの判断がある。
明らかにそれらによって留年や降年、退学など実損害がでた場合である。試験結果の不開示採点結果など不透明な点などがあればこれらも訴訟対象となる。